# Jean-Mathieu Seras
Jean-Mathieu Seras, né le 16 avril 1765 à Osasio (Italie), mort le 14 avril 1815 à Grenoble (Isère), est un général italien de la Révolution et de l’Empire.

## États de service
Il entre au service de la France comme sous-lieutenant le 8 août 1791, il passe adjudant-major le 12 octobre 1791, et capitaine de carabiniers dans la légion des Allobroges le 13 août 1792. Employé à l'armée des Alpes, il est blessé à l'affaire du Petit Saint-Bernard. Chef de bataillon le 22 septembre 1793, il participe au siège de Toulon, et reçoit quatre coups de feu à la prise de la redoute dite "Petit Gibraltar" le 16 décembre 1793. En 1794 il appartient à l'armée des Pyrénées-Orientales commandée par Augereau et il est blessé au talon à la prise de la fonderie de Saint-Laurent de la Mougna le 6 mai 1794. Il est blessé à l'épaule gauche à Ripoll le 11 juin 1794, et fin 1795, il est affecté en Italie. 
Le 16 avril 1796 il est blessé d'un coup de feu à la jambe lors de l'attaque de Ceva. Il est promu par Joubert adjudant-général chef de brigade le 21 décembre 1798. Le 20 juin 1799 il est chef d'état-major de la division Grouchy au combat de San Giuliano, et il est promu Général de brigade provisoire par le général Championnet le 31 août 1799. Employé à la division Lemoine en novembre 1799, puis à la division Clauzel en mars 1800, il repousse les Autrichiens au combat de Melogno (18-25 avril), puis il sert à l'attaque du Monte San Giacomo le 19 avril 1800. À cette occasion, il remarque la conduite courageuse du jeune housard Marbot, dont il fera sur le champ un maréchal des logis. Confirmé dans son grade de général de brigade le 29 mars 1801, il rentre dans ses foyers avec le traitement de non activité le 1er juillet de la même année.
Le 5 décembre 1801 il est employé dans la 7e division militaire et le 31 octobre 1802, il est affecté à l'armée d'Helvétie sous Ney. Le 30 août 1803 il commande une brigade sous Davout au camp de Bruges. Il est élevé au grade de général de division le 1er février 1805, et le 31 mai il commande la 10e division militaire. Le 8 septembre suivant, il commande la 5e division d'infanterie à la bataille de Caldiero. Il est grièvement blessé à Wagram, où il commande la 1re division d'infanterie du VIe corps d'armée. Il est créé comte de l'Empire par décret du 15 août 1809 et lettres patentes du 28 novembre 1809. Il combat par la suite en Espagne (1810-1811). Il est fait chevalier de Saint-Louis le 17 janvier 1815.
Le général Seras est mort à Grenoble, le 14 avril 1815.

## Distinctions
- Il fait partie des 660 personnalités à avoir son nom gravé sous l'arc de triomphe de l'Étoile. Il apparaît sur la 25e colonne (l’Arc indique SERAS).